# Ju Sang Song
Ju Sang Song (Ook wel gespeld als Chu Sang Song; Hangul: 주상성) is een Noord-Koreaans militair en politicus. Ju Sang Song maakte carrière binnen het Koreaanse Volksleger. In 1970 werd hij kandidaat-lid van het Centraal Comité van de Koreaanse Arbeiderspartij en in 1990 stemhebbend lid. Van 1990 tot 1998 was hij lid van de Opperste Volksvergadering (parlement) en in 1997 werd hij tot generaal bevorderd. 
Tot 2004 was hij commandant van een Noord-Koreaanse legergroep die aan de grens met Zuid-Korea was gestationeerd. 
Op 9 juli 2004 werd Ju Sang Song tot minister van Volksveiligheid benoemd als opvolger van de in ongenade gevallen Choe Ryong Su. Als minister van Volksveiligheid is Ju Sang Song tevens opgenomen in de Nationale Defensie Commissie, het machtigste staatsorgaan.